# Franck Schott
Pour les articles homonymes, voir Schott.
Franck Schott est un nageur français spécialiste du dos né le 16 mai 1970 à Saint-Paul de La Réunion. Il a été 28 fois champion de France.

## Palmarès

### Championnats d'Europe
- Championnats d'Europe 1989 à Bonn (Allemagne de l'Ouest) :
  -  Médaille d'argent du relais 4 × 100 m 4 nages.
- Championnats d'Europe 1991 à Athènes (Grèce) :
  -  Médaille d'argent du relais 4 × 100 m 4 nages ;
  -  Médaille de bronze du 100 m dos.